# Raslen
Raslen, det at gå udklædt rundt og tigge (typisk om slik eller kager), er en tradition, der følger med forskellige højtider. Raslen ledsages ofte af sang.
I den engelsksprogede verden rasles der i forbindelse med Halloween, det kaldes trick or treat.
Julesangen We Wish You a Merry Christmas hentyder også til raslen: "Oh, bring us a figgy pudding" i andet vers og "We won't go until we get some" i tredje vers.
I Danmark rasles der traditionelt i forbindelse med fastelavn.
I Sverige rasles der traditionelt på skærtorsdag, hvor børn udklædes som påskkärringar (påskekællinger, hekse) og går rundt og beder om proviant til rejsen til Bloksbjerg. De svenske børn synger som regel ikke, men bortgiver tegninger.
| Folkekultur | Spire Denne artikel om folkelig kultur og folkeminder er en spire som bør udbygges. Du er velkommen til at hjælpe Wikipedia ved at udvide den. |